# 내일 일어날 일
내일 일어날 일(It Happened Tomorrow)은 미국에서 제작된 르네 클레르 감독의 1944년 영화이다. 딕 포웰 등이 주연으로 출연하였다.

## 출연

### 주연
- 딕 포웰
- 린다 다넬
- 잭 오키
- 에드가 케네디
- 존 필리버
- 에드워드 브로피
- 조지 클리브랜드
- 시그 루먼
- 폴 가일포일

### 조연
- 에디 아커프
- 조지 챈들러
- 에디 코크
- 로버트 더들리
- 엠마 던
- 잭 가드너
- 로버트 호먼스
- 버드 제이미슨
- 마리온 마틴

## 제작진
- 의상: 린 허버트

## 같이 보기
- 시간여행물